# Gibbaeum
Genre
Les plantes du genre Gibbaeum appartiennent à la famille des Aizoaceae.
Le nom « Gibbaeum » vient du latin gibbosus (=bossu).
Elles sont originaires d'Afrique du Sud (Provinces du Cap et little Karoo).

## Description
Il s'agit de plantes grasses croissant en touffes caractérisés par des paires de feuilles le plus souvent globuleuses ou parfois épaisses et arquées.
Les feuilles d'une même paire sont parfois de taille inégale.

## Mode de culture
Exposition ensoleillée et sol bien drainé.
Selon les espèces, la période de croissance (apparition de nouvelles feuilles et floraison) se situe en été ou en hiver.
Multiplication par boutures ou par semis.
Ne supporte pas une température en dessous de 10 °C en hiver.

## Liste d'espèces
- Gibbaeum album : à fleurs blanches
- Gibbaeum angulipes : croissance en hiver
- Gibbaeum blackburniae
- Gibbaeum comptonii
- Gibbaeum cryptopodium
- Gibbaeum dispar : fleurs violacées, croissance en hiver
- Gibbaeum esterhuyseniae
- Gibbaeum geminum : croissance en hiver
- Gibbaeum gibbosum : croissance en hiver
- Gibbaeum haagei : croissance en hiver
- Gibbaeum heatheii
- Gibbaeum luckhofii
- Gibbaeum nebrownii
- Gibbaeum pachypodium
- Gibbaeum periviride
- Gibbaeum petrense
- Gibbaeum pilosum : croissance en hiver
- Gibbaeum pubescens : croissance en hiver
- Gibbaeum schwantesii : fleurs blanches, feuilles arquées, croissance en hiver
- Gibbaeum shandii : croissance en hiver
- Gibbaeum velutinum